# Гори Врангеля
Гори Врангеля (англ. Wrangell Mountains) — високогірний вулканічний масив у хребті Юкон (Кордильєри), на південному сході штату Аляска у США. Невелика частина масиву (4 %) розташовується на території Юкон у Канаді.

## Географія
Гори Врангеля розташовані на південному сході Аляски (США) та на південному заході Юкону (Канада). Належать до складу гірського хребта Юкон, що в Північноамериканських Кордильєрах (Кордильєри). Гори утворилися внаслідок вулканічної діяльності в неогеновому періоді.
Значна частина території гір включена до національного парку та заповідника Врангель-Сент-Елайс. Гори практично повністю вулканічного походження, і вони включають в себе другий і третій найвищі вулкани США; Блекберн та Санфорд. У центральній частині покриті фірновими полями, від яких «розтікаються» льодовики (найбільший — Набесна, площею 819 км²). На схилах переважає гірська тундра.
Гори одержали свою назву від вулкана Врангеля, який є одним із найбільших у світі андезитових щитових вулканів, а також єдиним діючим вулканом цих гір. Гори Врангеля складають більшу частину Вулканічного поля Врангеля, яке також поширюється на сусідні гори Святого Іллі та територію Юкон у Канаді.
Гори Врангеля розташовані на північному заході від гір Святого Іллі та на північний схід від Чугацьких гір, які розташовані вздовж узбережжя Аляскинської затоки. Вся ця гірська система в сукупності впливає на клімат внутрішніх територій, блокуючи їх від теплішого вологого повітря, що надходить із Тихого океану. Таким чином, внутрішні райони на північ від гір Врангеля, взимку є найхолоднішими районами Північної Америки.

## Найвищі піки
Гори Врангеля нараховують 12 з більш як 40 вершин Аляски висотою понад 4000 м. Найвищі вершини у складі цих гір:
| № за/п | Назва вершини                 | Висота, м | Висота, м | Примітки                                 |
| № за/п | Назва вершини                 | абсолютна | відносна  | Примітки                                 |
| ------ | ----------------------------- | --------- | --------- | ---------------------------------------- |
| 1      | Блекберн                      | 4996      | 3548      | 50-й ультра-пік світу та 9-й Пн. Америки |
|        | Блекберн Східний (Пік Кенеді) | 4964      | 486       | Пік масиву Блекберн                      |
| 2      | Санфорд                       | 4949      | 2343      | 50-й ультра-пік Пн. Америки та 29-й США  |
|        | Пік 14721                     | 4487      | 67        | Пік масиву Блекберн                      |
| 3      | Врангеля                      | 4317      | 1717      | 200-й ультра-пік Пн. Америки та 84-й США |
|        | Врангеля Західний             | 4271      | 156       | Пік масиву Врангеля                      |
| 4      | Атна-Пік                      | 4225      | 660       |                                          |
| 5      | Ріґал                         | 4220      | 1324      |                                          |
| 6      | Улу-Пойнт (Санфорд Південний) | 4162      | 554       |                                          |
|        | Атна Східний                  | 4145      | 91        | Пік масиву Атна-Пік                      |
| 7      | Джарвіс                       | 4091      | 1439      |                                          |
|        | Парка-Пік                     | 4048      | 268       | Пік масиву Атна-Пік                      |
|        | Джарвіс Північний             | 3970      | 221       | Пік масиву Джарвіс                       |
|        | Зенетті                       | 3965      | 277       | Пік масиву Врангеля                      |
| 8      | Драм                          | 3661      | 2050      | 91-й ультра-пік Пн. Америки та 44-й США  |

## Галерея

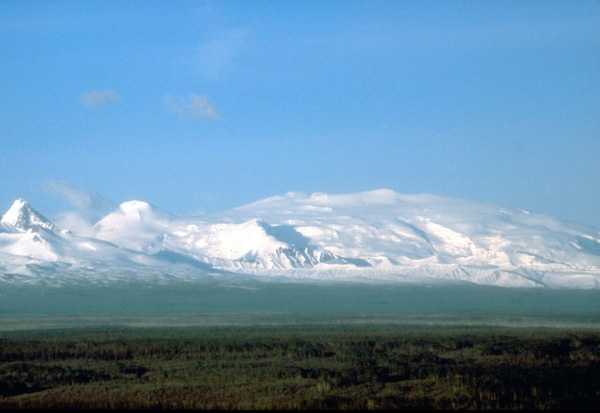
Вулкан Врангеля
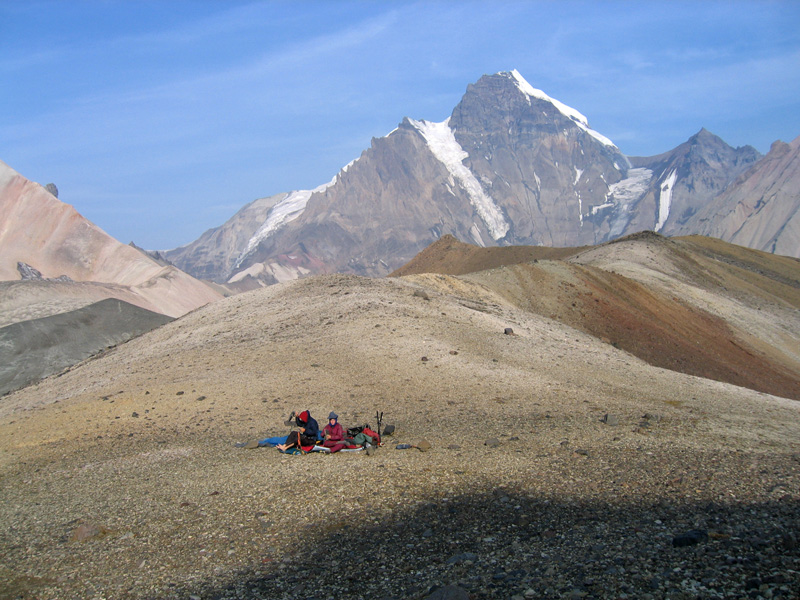
Перевал між Санфорд та Драм
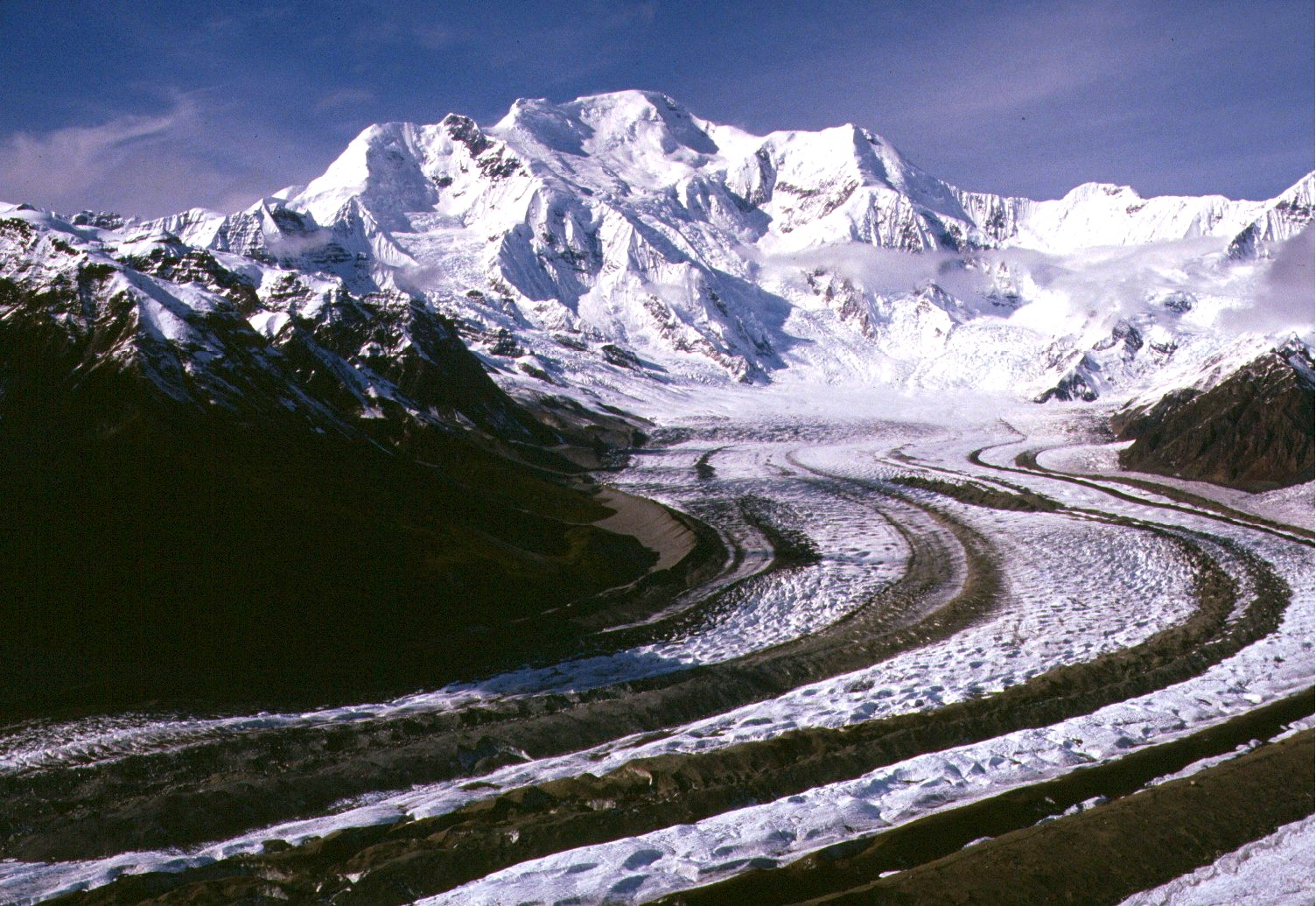
Вулкан Блекберн
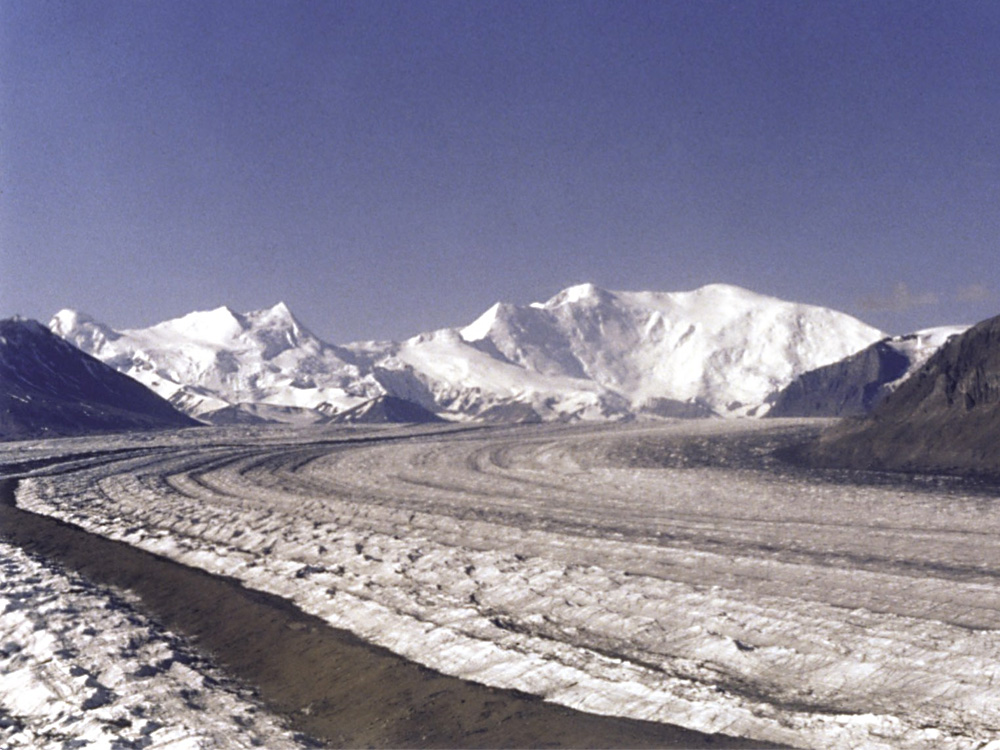
Льодовик Набесна